# David Valley
Das David Valley ist ein kleines und teilweise eisfreies Tal im ostantarktischen Viktorialand. In der Asgard Range liegt es oberhalb des Conrow-Gletschers und östlich des Horowitz Ridge.
Der Biologe Roy Eugene Cameron (* 1929), Leiter des Biologenteams des United States Antarctic Research Program zur Untersuchung dieses Tals zwischen 1967 und 1968, benannte es nach Charles N. David, einem Mitglied dieser Mannschaft.